# 1994 en musique classique
| \| • Retour à la chronologie générale de la musique classique • \| |
| Grèce • Rome • Haut Moyen Âge • VIIIe siècle • IXe siècle • Xe siècle • XIe siècle XIIe siècle • XIIIe siècle • XIVe siècle • XVe siècle • XVIe siècle • XVIIe siècle XVIIIe siècle • XIXe siècle • XXe siècle • XXIe siècle |
| • Retour à la chronologie générale de la musique classique • |

| Années en musique classique : 1991 - 1992 - 1993 - 1994 - 1995 - 1996 - 1997    |
| Décennies en musique classique : 1960 - 1970 - 1980 - 1990 - 2000 - 2010 - 2020 |

## Événements

### Créations
- 19 janvier : le Concerto pour violon de John Coolidge Adams créé à Minneapolis.
- 23 octobre : le Concerto piccolo sur B-A-C-H de Arvo Pärt créé à Göteborg par Håkan Hardenberger et l'Orchestre symphonique de Göteborg sous la direction de Neeme Järvi.

#### Date indéterminée
- la Symphonie no 7 de Einojuhani Rautavaara créée par l'Orchestre symphonique de Bloomington (Indiana).

### Autres
- 1er janvier : concert du nouvel an de l'orchestre philharmonique de Vienne au Musikverein, dirigé par Lorin Maazel.

#### Date indéterminée
- Début de la seconde édition de l'encyclopédie en allemand Die Musik in Geschichte und Gegenwart (fin de la publication en 2007).
- Fondation de l'orchestre allemand de musique baroque Les Amis de Philippe par Ludger Rémy.
- Fondation de l'Orchestre symphonique national de la RAI.
- Création du prix ECHO Klassik en Allemagne.

## Prix
- Claudio Abbado reçoit le Prix Ernst von Siemens.
- Nikolaus Harnoncourt reçoit le Prix Polar Music.
- Alan Gilbert (États-Unis) remporte le 1er prix de direction d'orchestre du Concours international d'exécution musicale de Genève.
- Gianandrea Noseda (Italie) remporte le 1er prix de direction d'orchestre du Concours international de direction de Cadaqués.
- Emmanuel Plasson (France) remporte le 1er prix de direction d'orchestre du Concours de direction Donatella Flick.
- Henri Dutilleux reçoit le Praemium Imperiale.
- Krystian Zimerman reçoit le Léonie Sonning Music Award.
- Tōru Takemitsu reçoit le Grawemeyer Award pour Fantasma/Cantos  pour clarinette et orchestre.
- Manuel Oltra reçoit le Prix national de musique de Catalogne.

## Naissances

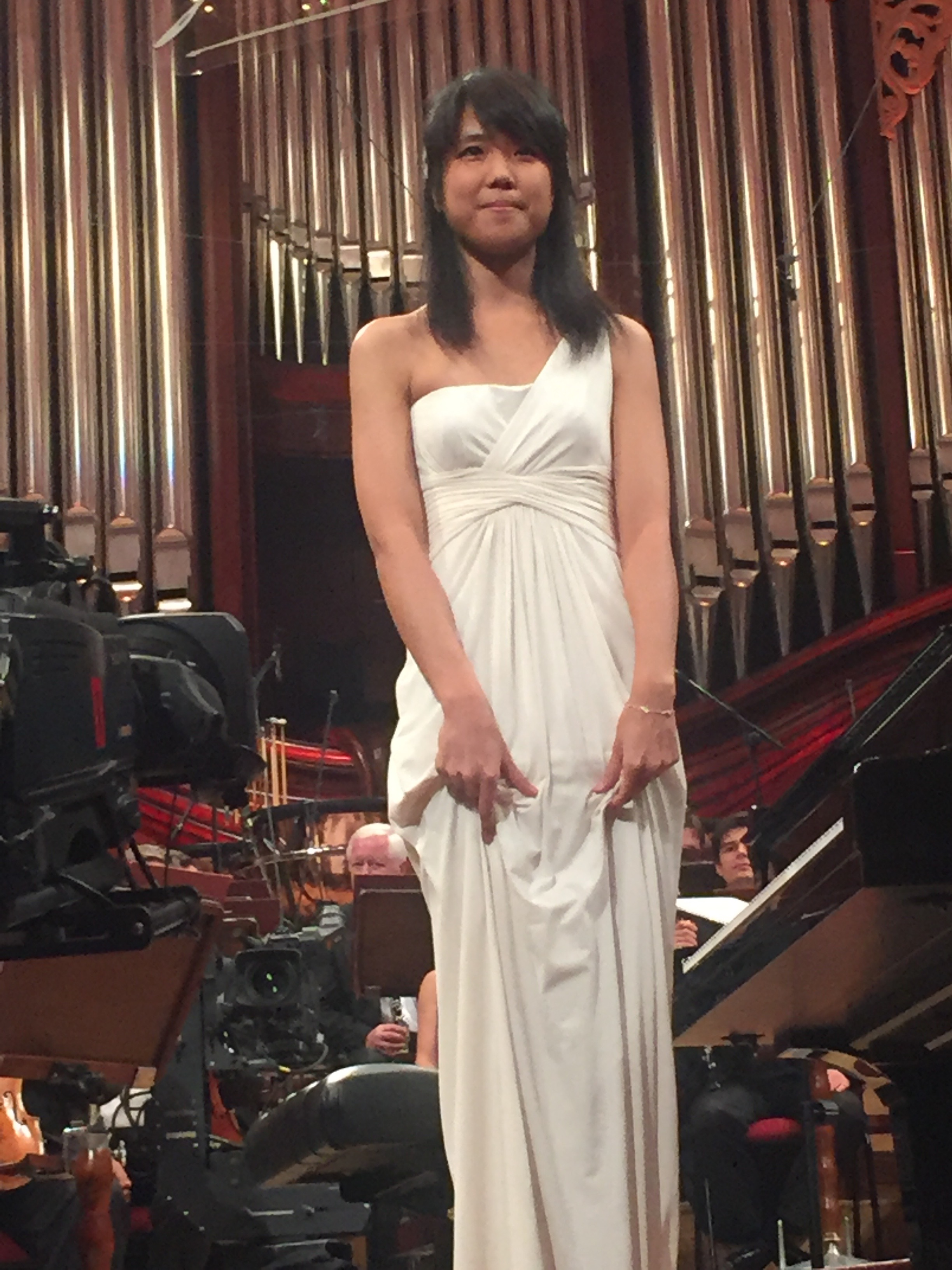
Kate Liu

- 3 avril : Edgar Moreau, violoncelliste français.
- 20 avril : 
  - Sylvia Huang, violoniste belge.
  - Fumika Mohri, violoniste japonaise.
- 4 mai : Thomas Lefort, violoniste français.
- 23 mai : Kate Liu, pianiste américaine.
- 28 mai : Seong-Jin Cho, pianiste sud-coréen.
- 15 septembre : Raphaël Sévère, clarinettiste français.

### Date indéterminée
- Ben Glassberg, chef d'orchestre britannique.
- Emilia Hoving, cheffe d'orchestre finlandaise.

## Décès

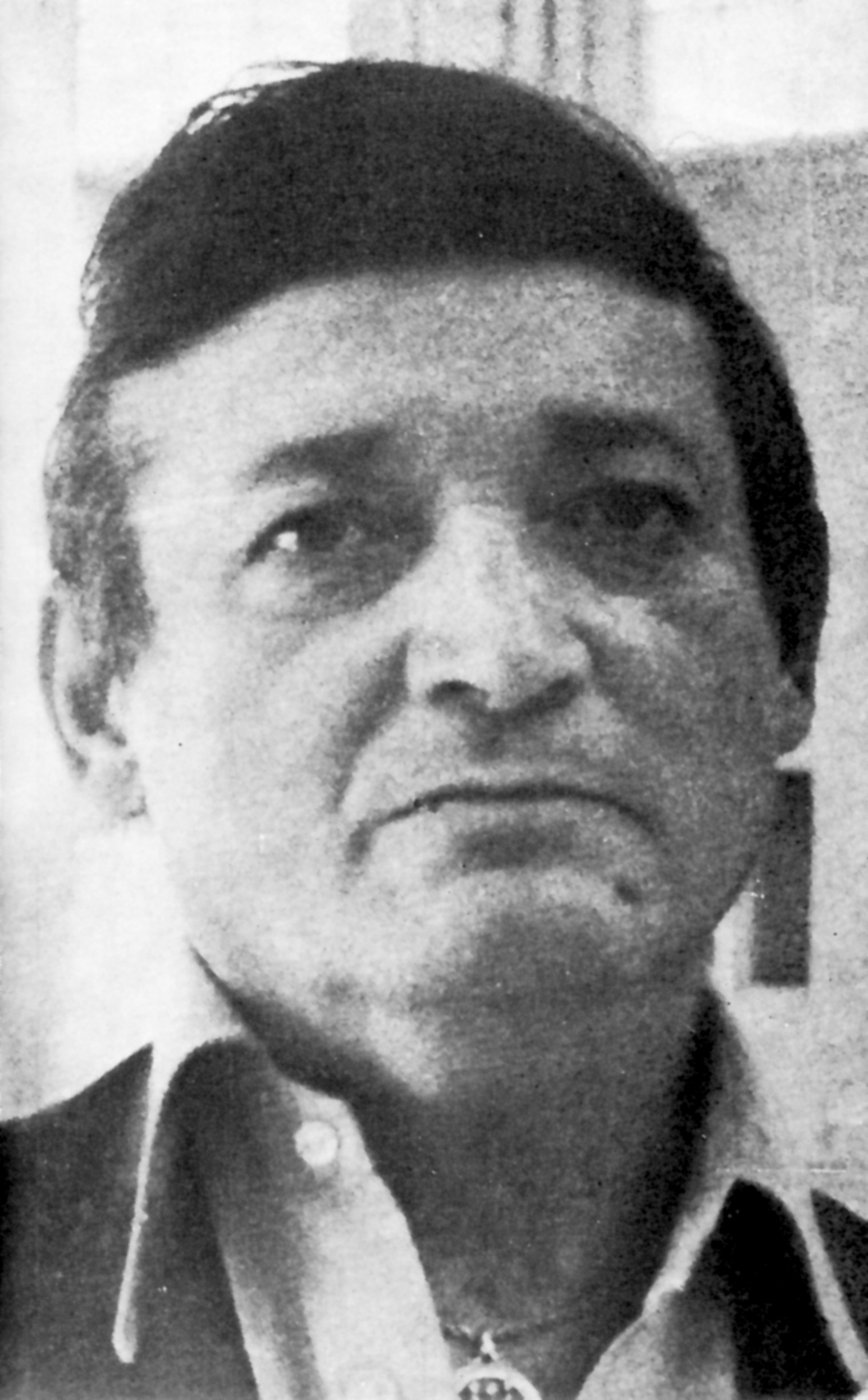
György Cziffra

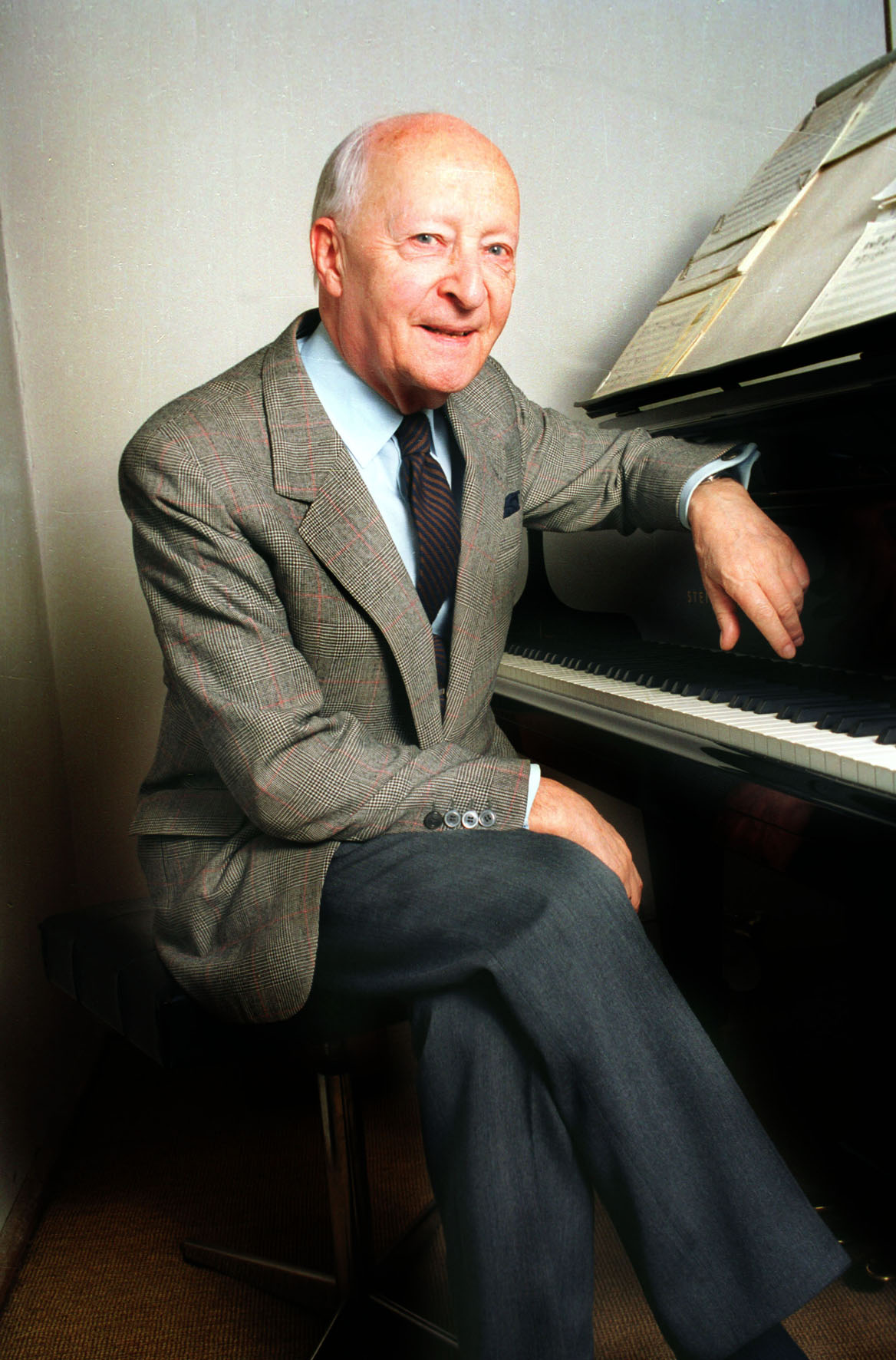
Witold Lutosławski

- 1er janvier : Grigori Sandler, chef de chœur soviétique (° 21 aout 1912).
- 9 janvier : Jean Meylan, chef d'orchestre suisse (° 22 décembre 1915).
- 10 janvier : Sven-Erik Bäck, compositeur suédois (° 16 septembre 1919).
- 15 janvier : György Cziffra, pianiste hongrois (° 5 novembre 1921).
- 26 janvier : Lejaren Hiller, compositeur américain qui a fondé le Experimental Music Studio (° 23 février 1924).
- 30 janvier : Rudolf Schwarz chef d'orchestre austro-britannique (° 29 avril 1905).
- 5 février : Tiana Lemnitz, soprano allemande (° 26 octobre 1897).
- 6 février : 
  - Norman Del Mar, corniste et chef d'orchestre britannique (° 31 juillet 1919).
  - Ignace Strasfogel, compositeur et chef d'orchestre polonais (° 17 juillet 1909).
- 7 février : Witold Lutosławski, compositeur et chef d'orchestre polonais (° 25 janvier 1913).
- 9 février : Jarmila Novotná, soprano tchèque (° 23 septembre 1907).
- 19 février : Vittorio Rieti, compositeur italien (° 28 janvier 1898).
- 21 février : Evgeny Beliaev, ténor soviétique (° 11 septembre 1926).
- 28 février : Olivier Alain, compositeur, organiste et musicologue français (° 3 août 1918).
- 3 mars : Roman Haubenstock-Ramati, compositeur austro-israélien (° 27 février 1919).
- 18 mars : William Bergsma, compositeur et pédagogue américain (° 1er avril 1921).
- 15 avril : Béatrice Launer, violoniste hongroise (° 18 juin 1913).
- 23 mai : Radie Britain, compositrice américaine (° 17 mars 1899).
- 25 mai : Robert Planel, compositeur français (° 22 janvier 1908).
- 1er juin : Jean-Joël Barbier, pianiste et écrivain français (° 25 mars 1920).
- 4 juin :
  - Jean Daetwyler, compositeur et chef de chœur suisse (° 24 janvier 1907).
  - Ushimatsu Saitō, compositeur et chef d'orchestre japonais (° 24 décembre 1912).
- 27 juin : Jacques Berthier, compositeur et organiste français (° 27 juin 1923).
- 29 juin : Kurt Eichhorn, chef d'orchestre allemand (° 4 août 1908).
- 12 juillet : Wal-Berg, compositeur et chef d'orchestre français (° 13 octobre 1910).
- 19 juillet : Rudolf Firkušný, pianiste tchèque américain (° 11 février 1912).
- 20 juillet : Suzanne Juyol, chanteuse lyrique française (° 1er janvier 1920).
- 4 août : Jürgen Jürgens, chef de chœur et professeur d'université allemand (° 5 octobre 1925).
- 13 août : Raymond Gallois-Montbrun, compositeur et violoniste français (° 15 août 1918).
- 18 août : Gottlob Frick, basse allemande (° 28 juillet 1906).
- 19 août : Louis de Froment, chef d'orchestre français (° 5 décembre 1921).
- 7 octobre : Irène Jaumillot, professeur de chant et cantatrice (° 16 septembre 1938).
- 18 octobre : Xavier Depraz, chanteur lyrique et comédien français (° 22 avril 1926).
- 11 novembre : Elizabeth Maconchy, compositrice et pédagogue britannique (° 19 mars 1907).
- 26 novembre : Michael Schneider, organiste et chef de chœur allemand (° 4 mars 1909).
- 11 décembre : Avet Terterian, compositeur arménien (° 29 juillet 1929).
- 29 décembre : André Vacellier, clarinettiste classique français (° 4 février 1909).

### Date indéterminée
- Pellegrino Ernetti, musicologue, moine et exorciste italien (° 1925).
- Weng Ouhong, dramaturge, metteur en scène, théoricien de l'opéra de Pékin (° 1908).